# Хамлет или Краят на дългата нощ
„Хамлет или Краят на дългата нощ“ (на немски: Hamlet oder Die lange Nacht nimmt ein Ende) е роман от немския писател Алфред Дьоблин (1878-1957), публикуван през 1956 г.
След „Берлин – Александерплац“ това е един от най-значителните романи на Алфред Дьоблин, когото Томас Ман определя като „мощен талант“. Като последна творба, излязла под перото му в края на неговия дълъг и плодоносен живот, този роман представлява духовното завещание на Дьоблин. Той разглежда не само варварството на войната и социалната лъжа, сред която тя се поражда, но призовава към поемане на лична отговорност от всекиго, във всички области на живота.

## Сюжет
В „Хамлет или Краят на дългата нощ“ са преплетени много исторически събития, митология и литература, за да се обрисува разпадането на едно английско семейство след Втората световна война.
Раняването
Японски пилоти-самоубийци връхлитат върху един британски крайцер и раняват двадесетгодишния войник Едуард Елисън толкова тежко, че се налага левият му крак да бъде ампутиран. По настояване на майката обаче лекуващият лекар изписва младежа, макар той още да не е оздравял напълно и да се намира в дълбока душевна депресия. Така Едуард се връща в дома на родителите си.
Не след дълго се възстановяват сърдечните отношения между Едуард, майка му и сестра му Катлин. Но бащата, писателят Гордън Елисън, страни от сина си и настоява той отново да се махне от дома, понеже присъствието му означавало болест за цялото семейство. Докато продължава лекуваното му, Едуард става, по думите на Дьоблин, „страстен търсач на истината“.
Шекспир и съвремието
Младежът си поставя за цел да проучи войната и причините, които са я породили. Стремежът му към истината го навежда на мисълта да анализира и отношенията в своето семейство; при това той се чувства в роля, сходна с тази на Шекспировия Хамлет, който също така се задълбочава в размисъл, защото е узнал нещо, в което не е напълно сигурен. И в друг от героите на Шекспир – Крал Лир – Едуард също търси мотиви, които да съответстват на ситуацията в дома на Елисънови. Неспокойният му дух непрекъснато пита, търси и рови, докато накрая младежът забелязва, че смущава домашния покой.
Отношението на доверие към майката все повече се засилва, ала двамата биват подслушвани от недоверчивия и ревнив баща. След тягостна сцена, на която Едуард случайно става свидетел, писателят Гордън Елисън напуска дома си и двамата съпрузи се развеждат. Така дългата нощ на лъжата свършва и майката разказва на сина си за своя живот преди брака, разказва и за тъмното минало на баща му. Едуард разбира, че не е имал друг избор, освен да играе ролята на Хамлет и да живее като него.
Смъртта като награда
Катлин, сестра му, е напуснала дома. Едуард се пренася при родителите на свой фронтови другар, убит при бомбардировката на крайцера. По-късно отива в Лондон, за да продължи образованието си. Отначало не чува нищо за родителите си. Майката Алис се опитва да открие в Шотландия един свой приятел от младини, но после отива да живее във Франция. Там се отдава на лек живот и удоволствия. Когато парите ѝ свършват, тя започва работа в универсален магазин, но постепенно затъва все повече и повече. На сцената на едно вариете я намира бившият ѝ съпруг Гордън. Двамата отново съзнават, че са си нужни. Но артистът, партньор на Алис, в ревността си блъсва Гордън през парапета, и той умира. Но преди смъртта си пожелава щастие на сина си.
Едуард Елисън се завръща в родината си, но не желае да има нищо общо с покойния си баща. Затова подарява бащиното си състояние на болничната каса на бедните. Така той започва своя „нов живот“.